# Focusing
Focando: será possível focar sem sucesso? Diga-se, eu preciso focar em redigir uma contribuição aceitável.
Focusing é uma variação taxonômica e temática do problema de Foco. Análise do Foco e focalização (esta uma tradução literal daquela) designa um método psicoterapêutico que tem por objetivo tornar conscientes, e assim trabalháveis, conteúdos da vivência ou experiência pessoal (também se fala em "experienciação", ing. experiencing, al. Erleben) que se encontram ainda vagos e obscuros. O método foi desenvolvido a partir da terapia centrada no cliente pelo psicoterapeuta e filósofo americano Eugene T. Gendlin e consiste em o focalizador se concentrar na sensação corporal que surge com relação a determinado tema de sua vida, chamada em focusing felt sense (ing. "sensação percebida" ou sentida), e encontrar para ela um símbolo (em geral uma imagem ou palavra) que a descreva. Através desse processo de simbolização da sensação tornam-se claros para a pessoa determinados aspectos que ainda estavam obscuros, o que produz uma sensação de alívio. Apesar de desenvolvido em contexto psicoterapêutico, o método é utilizado também como método de autoajuda na tomada de decisões quotidianas e no desenvolvimento pessoal.

## O processo de focalização
Gendlin descreve seis passos para a prática da focalização:
1. Clarear o espaço - o primeiro passo consiste em a pessoa ficar em silêncio e conduzir sua atenção para seu corpo, sobretudo para a área do tronco: barriga, peito, pescoço. Estando o espaço clareado, a pessoa faz-se uma pergunta, por exemplo "como anda a minha vida?" ou "O que é importante para mim neste momento?" ou ainda uma pergunta mais específica. Feita a pergunta segue-se uma fase de espera e atenção: que sensações aparecem?
2. A sensação percebida (Felt Sense) - dentre as sensações surgidas a pessoa escolhe aquela que gostaria de focalizar. Ela então procura sentir essa sensação.
3. Encontrar um "gancho" (Handle) - O próximo passo consiste em definir um "gancho", ou seja, uma descrição dessa sensação. A pessoa se pergunta: "Qual é a qualidade dessa sensação?" E procura uma palavra, frase ou imagem que surja da própria sensação. Esta fase dura até que a pessoa tenha a sensação de que a descrição "combina" corretamente com a sensação percebida (ou seja, a primeira sensação).
4. Conferir a ressonância - Uma vez encontrado um gancho, a pessoa passa a conferir sua ressonância, ou seja, como a sensação percebida e o gancho reagem um ao outro. Nesta fase pode acontecer de a sensação sentida se modificar e levar assim à necessiadade de um novo gancho. O processo continua até a pessoa ter a sensação de o gancho ter apreendido a qualidade da sensação percebida.

### Perguntar - A seguir a pessoa se pergunta "o que é nesse problema que produz essa qualidade?". Então dirige sua atenção novamente à sensação percebida e a sente, até que uma resposta lhe venha, na forma de uma mudança percebida (Felt Shift), de um alívio ou um estalo.
1. Acolher - Por fim a pessoa acolhe a mudança percebida e se dedica por alguns instantes a senti-la, por menor que ela seja. Essa sensação de alívio corresponde a uma nova compreensão do problema focalizado.